# Tadeusz Żurowski

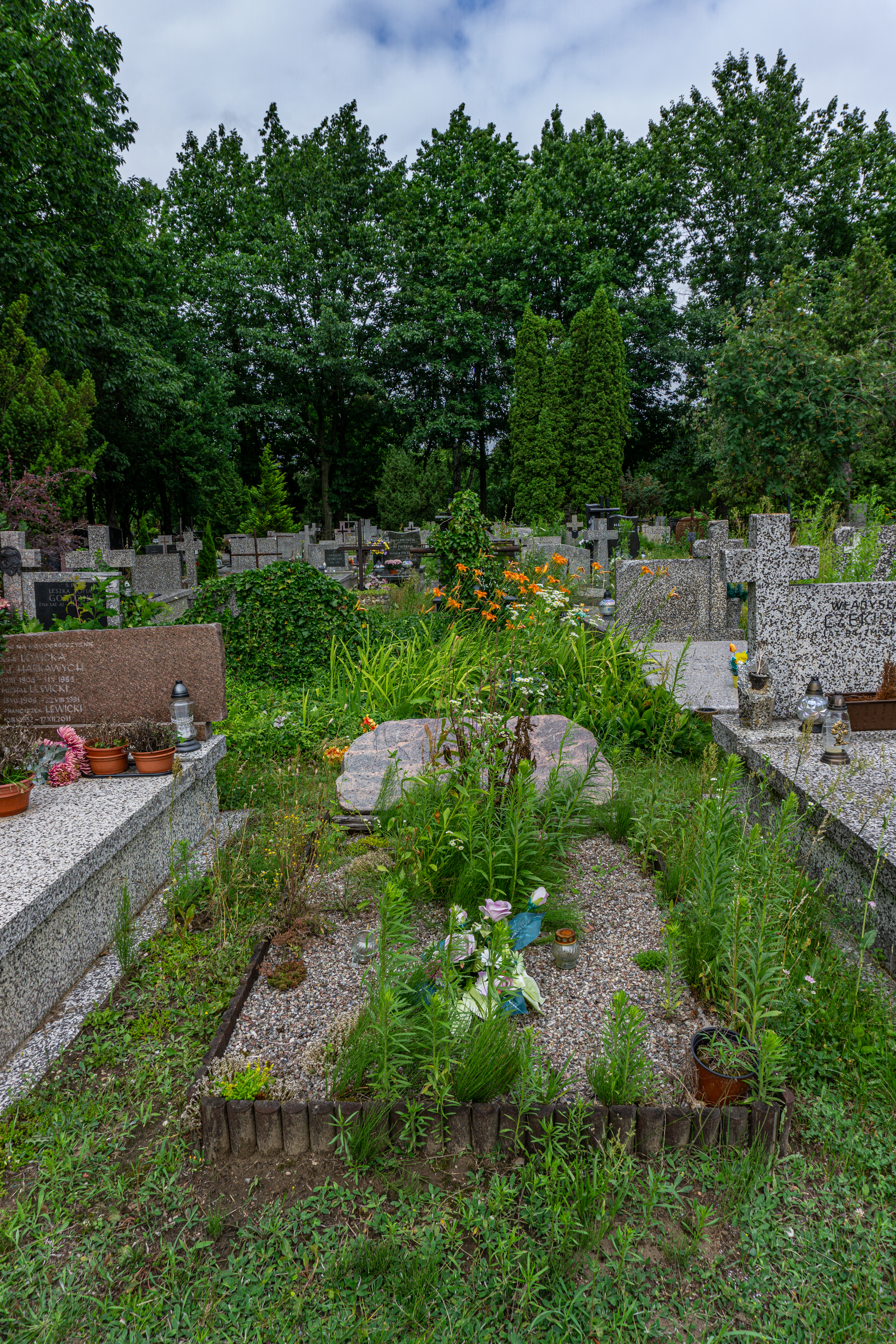
Grób Tadeusza Żurowskiego na cmentarzu Komunalnym Północnym w Warszawie

Tadeusz Roman Żurowski h. Leliwa (ur. 3 kwietnia 1908 w Zagórzu, zm. 26 sierpnia 1985) – polski architekt, historyk, archeolog, grafik i konserwator zabytków.

## Życiorys
Pochodził z rodu Żurowskich herbu Leliwa. Był synem Romana, urzędnika kolejowego. W 1930 zdał egzamin dojrzałości w Państwowym Gimnazjum im. Królowej Zofii w Sanoku. Ukończył w 1934 studia pedagogiczno-nauczycielskie na Uniwersytecie Jana Kazimierza we Lwowie oraz w 1940 studia na Wydziale Architektury Politechniki Lwowskiej. Dyplom inżyniera architekta nostryfikował w Politechnice Gdańskiej (1951). Zawodowo pracował jako konserwator zabytków i archeolog.
W Wojsku Polskim został mianowany na stopień podporucznika rezerwy piechoty ze starszeństwem z dniem 1 grudnia 1932. W 1934 był oficerem rezerwy 2 pułku Strzelców Podhalańskich z Sanoka i pozostawał wówczas w ewidencji Powiatowej Komendy Uzupełnień Sanok.
Po II wojnie światowej był zatrudniony w Biurze Odbudowy Stolicy (1945–1946), Warszawskim Biurze Odbudowy (do 1949). Następnie pełnił funkcje Naczelnika Wydziału Inspekcji i Realizacji w Naczelnej Dyrekcji Muzeów i Ochrony Zabytków w Ministerstwie Kultury i Sztuki (od 1950), później Naczelnika Wydziału Zabytków Archeologicznych. Wspierał ideę rekonstrukcji klasztoru Karmelitów bosych w Zagórzu, przygotowując z urzędu plany odbudowy i zabezpieczenia całości inwestycji. Był wieloletnim pracownikiem Zarządu Muzeów i Ochrony Zabytków w MKiSz.
Publikował prace z dziedziny archeologii, historii, historii sztuki, architektury, konserwacji i ochrony zabytków (łącznie ok. 100). Ponadto tworzył prace architektoniczne, malarskie i graficzne oraz ekslibrisy.
Zamieszkiwał przy ulicy Czeczota w Warszawie. Zmarł w Warszawie, pochowany na cmentarzu Komunalnym Północnym (kwatera W-II-17-13-7).

## Publikacje
- Eks Libris Lwowski (1939)
- Elektrokonserwacja (1949)
- Budowle kultury łużyckiej w Biskupinie (1950; w: III sprawozdanie z prac wykopaliskowych w Biskupinie)
- Inwentaryzacja fresków w Zagórzu (1951)
- Prace konserwatorskie w kopalni neolitycznej w Krzemionkach Opatowickich (1954)
- Trepcza, grodzisko pod Sanokiem (1955)
- Pomiar archeologicznych stanowisk naziemnych (1955)
- Zabytki etnograficzne Suwalszczyzny (1957)
- Grot i rotunda w Gnieźnie (1957)

Katalogi wystaw
- Ekslibris Tadeusza Romana Żurowskiego. Katalog (1973)
- Zabytki w ekslibrisie Tadeusza Romana Żurowskiego. Katalog wystawy (1975)
- Zabytki w ekslibrisie Tadeusza Romana Żurowskiego. Katalog wystawy (1976)
- Ekslibris Tadeusza Romana Żurowskiego. Katalog wystawy (1977)
- Ekslibris Tadeusza Romana Żurowskiego. Katalog wystawy (1978)
- Ekslibris Tadeusza Romana Żurowskiego. Katalog wystawy (1982)
- Tadeusz Roman Żurowski i konserwatorstwo archeologiczne w Polsce XX wieku (1999)

## Ordery i odznaczenia
- Krzyż Kawalerski Orderu Odrodzenia Polski
- Medal 10-lecia Polski Ludowej (19 stycznia 1955)[10]

## Nagrody
- Honorowe członkostwo Polskiego Towarzystwa Archeologicznego i Numizmatycznego (PTAiN)
- I nagroda na Wystawie Międzynarodowej w Paryżu za prace z zakresu drzeworytu i ekslibrisu (1939)